# Bernard I. (Berga)
Bernard I. (katalanisch Bernat; † zwischen 1050 und 1052) war ein Graf von Besalú aus dem Haus Barcelona. Er war ein jüngerer Sohn von Graf Wilfried II. von Cerdanya.
In seinem Testament von 1035 hatte Wilfried II. verfügt, dass sein jüngerer Sohn Bernard die Grafschaft Berga erhalten sollte. Diese sollte er für zwölf Jahre als Lehen aus den Händen seines ältesten Bruders Raimund Wilfried halten, der ihm also feudalrechtlich übergeordnet sein sollte. Sollte Bernard kinderlos sterben, würde Berga an den jüngsten Bruder Berengar fallen.
Bernard ist letztmals am 20. August 1050 urkundlich belegt. Sein Bruder Berengar wird erstmals am 19. Juni 1052 als Graf von Berga genannt.

## Weblink
- CERDANYA & BERGA bei Foundation for Medieval Genealogy.ac

| Vorgänger                 | Amt                         | Nachfolger |
| ------------------------- | --------------------------- | ---------- |
| Wilfried II. von Cerdanya | Graf von Berga 1035–1050/52 | Berengar   |

| Personendaten    | Personendaten          |
| ---------------- | ---------------------- |
| NAME             | Bernard I.             |
| ALTERNATIVNAMEN  | Bernat I de Berga      |
| KURZBESCHREIBUNG | Graf von Berga         |
| GEBURTSDATUM     | 11. Jahrhundert        |
| STERBEDATUM      | zwischen 1050 und 1052 |